# Spilogona sorenseni
Spilogona sorenseni är en tvåvingeart som först beskrevs av Harrison 1955.  Spilogona sorenseni ingår i släktet Spilogona och familjen husflugor. Inga underarter finns listade i Catalogue of Life.